# Ród van Wassenaer
Ród van Wassenaer – holenderska rodzina szlachecka, o której pierwsza wzmianka pochodzi z 1200 roku. Jest to jeden z nielicznych starych rodów Holandii, który do dziś nie wygasł. Nazwisko (wassende oznacza półksiężyc) i herb rodziny, przedstawiający między innymi dwa potrójne zestawy półksiężyców powstało dzięki temu, że jeden z członków rodziny podczas jednej z krucjat zdobył arabski sztandar zdobiony takimi właśnie znakami. Wśród dóbr rodowych znajdowało się miasto Wassenaar oraz Kasteel Duivenvoorde niedaleko Voorschoten.

## Znani ludzie wywodzący się z rodu
- Filips van Wassenaer, burmistrz Lejdy w XV w.
- Jacob van Wassenaer Obdam, admirał (XVII w.)
- Unico Wilhelm van Wassenaer - dyplomata i kompozytor.